# Iglesia de San Martín de Tours (Quillota)
La Iglesia de San Martín de Tours es una  iglesia parroquial católica ubicada en la ciudad chilena de Quillota, en la fachada poniente de su Plaza de Armas. Erigida hacia mediados del siglo XVII, es una de las más antiguas sedes que se han mantenido desde la época colonial en el país.

## Historia
La presencia formal de la Iglesia nace en 1558, cuando es erigida una doctrina de indios en la zona.
De acuerdo a los archivos parroquiales de bautismo, la parroquia data de por lo menos 1642, registrándose varios bautizos a indígenas de encomiendas de la zona, figurando como párroco Vicente Carrión y Montecinos. Delatando mucha presencia indígena en la zona, la parroquia seguía en funcionamiento para 1717, cuando la ciudad fue fundada como tal por el gobernador José de Santiago Concha. Según el acta de fundación, fue trazada definitivamente la iglesia parroquial en la fachada poniente de la Plaza de Armas de la ciudad.
La iglesia que se encontraba erigida durante el siglo XX debió ser desmantelada y demolida en 1965, fruto del terremoto de aquel año. El nuevo templo, que existe en la actualidad, es de arquitectura más modernista, en comparación a la planta de salón del antiguo templo. Ésta fue restaurada en la década de 2000 por el párroco Kepa Bilbao.